# Crudosilis beringiana
Crudosilis beringiana es una especie de coleóptero de la familia Cantharidae.

## Distribución geográfica
Habita en la Región paleártica.